# Anatolij Fedjukin
Anatolij Viktorovič Fedjukin, sovjetski rokometaš, * 26. januar 1952, Voronež, Sovjetska zveza, † 29. julij 2020.
Leta 1976 je na poletnih olimpijskih igrah v Montrealu v sestavi sovjetske rokometne reprezentance osvojil zlato olimpijsko medaljo in na naslednjih igrah še srebrno olimpijsko medaljo.